# Premio Yuri Kazakov
Premio Yuri Kazakov (en ruso: Премия имени Юрия Казакова) es un premio literario nacional de Rusia, creado por el Fondo de reserva benéfico y la plantilla de redacción de la revista literaria Novy mir (Mundo nuevo). El premio es para recompensar cada año el mejor cuento del año en ruso publicado por la primera vez en este año en Rusia. El premio fue nombrado en honor del cuentista ruso moderno destacado Yuri Kazakov.
El fondo del premio lo constituyen 3.000 dólares. Los autores, críticos y editoriales pueden nominar candidatos para el premio.
El primer Premio Yuri Kazakov se otorgó en 2000.

## Lista de galardonados con el Premio Yuri Kazakov
- 2000 - Ígor Klej, “Los perros de Polesia” (“Псы Полесья”)
- 2001 - Víktor Astáfiev, “El ganso pasando” (“Пролетный гусь”)
- 2002 - Asar Eppel, “En los años de locomotoras” (“В паровозные годы”)
- 2003 - Irina Poliánskaia, “La planchita y el helado” (“Утюжок и мороженое”)
- 2004 - Borís Yekímov, “No llores” (“Не надо плакать”)
- 2005 - Aleksandr Ilichevski, “Gorrión” (“Воробей”)
- 2006 - Afanasi Mamédov, “Becuadro” (“Бекар”)
- 2007 - Natalia Kliuchariova, “Un año en el Paraíso” (“Один год в Раю”)
- 2008 - Olga Slávnikova, “Las hermanas Cherepánov” (“Сёстры Черепановы”)
- 2009 - Oleg Yermakov, "El torrente ligero" ("Лёгкий поток")
- 2010 - Maksim Ósipov, "Moscú - Petrozavodsk" ("Москва - Петрозаводск")